# Feroke
Feroke (malabar: ഫറോക്ക്) es una ciudad del estado indio de Kerala perteneciente al distrito de Kozhikode.
En 2011, el municipio que forma la ciudad tenía una población de 54 074 habitantes.
Era una localidad rural hasta 1789, cuando el Sultán Fateh Ali Tipu de Mysore la declaró capital de sus tierras en Malabar, recibiendo el topónimo de "Farookhabad". Sin embargo, esta situación duró solamente un año, ya que en 1790 fue anexionada por los británicos. Sus principales monumentos históricos son los restos del fuerte mandado construir por el sultán y un puente construido por los británicos en 1883.
Se ubica en la periferia meridional de Calicut, separada de la capital distrital por la desembocadura del río Chaliyar.